# Strongylophthalmyia coarctata
Strongylophthalmyia coarctata är en tvåvingeart som beskrevs av Friedrich Georg Hendel 1913. Strongylophthalmyia coarctata ingår i släktet Strongylophthalmyia och familjen långbensflugor.
Artens utbredningsområde är Taiwan. Inga underarter finns listade i Catalogue of Life.